# شهرستان دیر (کارولینای شمالی)
شهرستان دیر (به انگلیسی: Dare County) یکی از شهرستانهای ایالت کارولینای شمالی در ایالات متحده آمریکا. مرکز این شهرستان شهر مانتیو است. این شهرستان در سال ۱۸۷۰ میلادی تأسیس شده‌است.